# MS-Kliniek (Overpelt)
De MS-Kliniek (in de volksmond) of het MS- en Revalidatiecentrum is een ziekenhuis en centrum in Overpelt in de Belgische gemeente Pelt, dat multipele sclerose-patiënten en andere personen met een spierziekte en Parkinson behandelt.
Het centrum heeft een opvangcapaciteit van 120 bedden en biedt daarnaast in een ambulant revalidatiecentrum plaats voor bijkomend 150 patiënten. Rond de MS-Kliniek zijn 45 verschillende huizen gebouwd, in de woonzones Lindelheide en De Zilverberk, speciaal voor de patiënten en eventuele partners. De MS-Liga Vlaanderen is ook gevestigd in dit centrum.
De kliniek werd opgericht door ridder en ere-burgemeester Gilbert Seresia.